# Matthias Debus

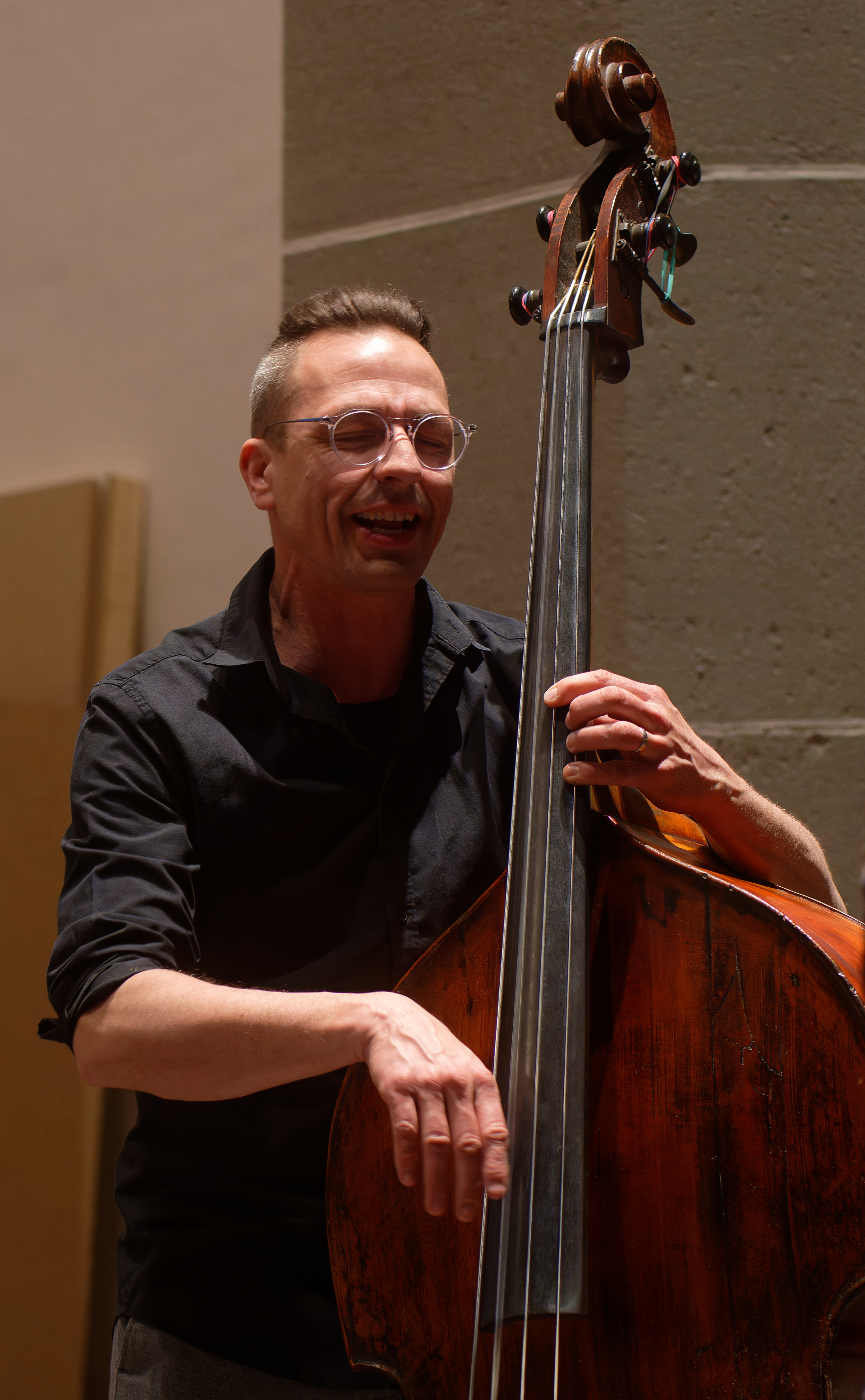
Matthias Debus in der Stadtkirche Darmstadt am 27. März 2023

Matthias Debus (* 1977 in Speyer) ist ein deutscher Jazzmusiker (Kontrabass, E-Bass, Komposition).

## Leben und Wirken
Debus studierte Kontrabass im Jazzstudiengang der Hochschule für Musik Würzburg bei Rudi Engel. Seit seinem Abschluss 2002 lebt er in Mannheim, wo er als fester Bestandteil der regionalen Jazzszene gilt.
Debus ist Mitglied im Quintett bzw. Quartett von Alexandra Lehmler, bei Dirik Schilgen Jazzgrooves und im Quartett Netnar Tsinim. Im Quartett Sans mots spielt er seit 2014 mit Alexandra Lehmler, Franck Tortiller und Patrice Héral, das 2016 um Herbert Joos erweitert wurde. Mit seiner Frau, Alexandra Lehmler, legte er 2021 das Duoalbum Tandem vor. Er ist auch auf Alben vom Steffen Weber Trio und dem Andreas Rapp Quartet zu hören. Weiterhin arbeitet er häufig in genreübergreifenden Projekten wie der Jimi Hering Experience, der Folk-Rock-Band BUNT und dem rockigen Black Project, mit dem er mehrere Produktionen vorlegte. Mit der Band Herr Hering, die liebe Frau Gerburg & die Jazzband bringt er Kindern den Jazz näher.

## Diskographische Hinweise
- Alexandra Lehmler, Bernhard Vanecek, Matthias Debus, Erwin Ditzner Netnar Tsinim (fixcel records 2010)
- Netnar Tsinim: Instant Miner (Fizz Records 2013)
- Black Project (Rodenstein Records 2016)
- Lömsch Lehmann, Erwin Ditzner, Matthias Debus Die Motive des Richard W. (fixcel records 2020)[7]
- Alexandra Lehmler, Matthias Debus Tandem (Neuklang 2021)